# Валери, Ян
Ян Валери́ (фр. Yan Valery; род. 22 февраля 1999, Шампиньи-сюр-Марн) — тунисский и французский футболист, защитник клуба «Шеффилд Уэнсдей» и сборной Туниса.

## Клубная карьера
Валери родился в Шампиньи-сюр-Марн, выступал за ряд любительских футбольных клубов. С 2013 по 2015 год был игроком футбольной академии «Ренна», после чего перешёл в академию «Саутгемптона». 27 ноября 2018 года дебютировал в основном составе «святых» в матче Кубка Английской футбольной лиги против «Лестер Сити». 1 декабря 2018 года дебютировал в Премьер-лиге, проведя полный матч против «Манчестер Юнайтед» .
2 марта 2019 года забил свой первый гол за «Саутгемптон» в матче Премьер-лиги против «Манчестер Юнайтед». 9 марта 2019 года забил свой второй гол в сезоне в матче Премьер-лиги против «Тоттенхэм Хотспур».
Летом 2022 года пополнил состав французского футбольного клуба Анже.
21 июня 2024 года Валери вернулся в Англию и присоединился к «Шеффилд Уэнсдей» за нераскрытую сумму.

## Карьера в сборной
Валери выступал за сборные Франции до 17 и до 18 лет. В январе 2019 года он встретился с главным тренером сборной Туниса Аленом Жирессом, обсудив возможность выступления за национальную сборную Туниса.